# 牛仔 (漫畫)

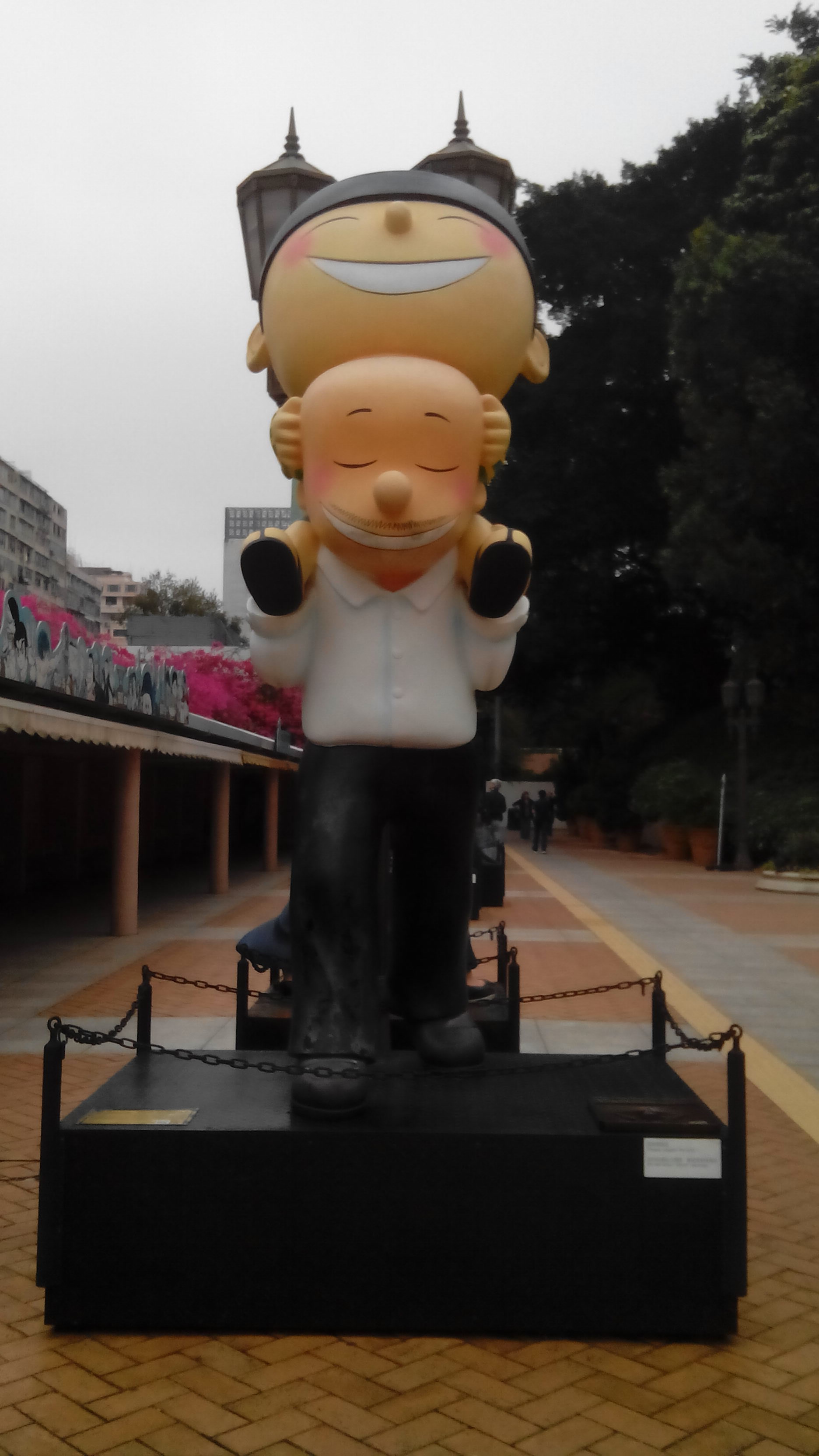
於香港漫畫星光大道展示的《牛仔》主角牛仔和契爺騎脖子雕塑

《牛仔》是香港的漫畫家王司馬在1970－1980年代初所畫的四格漫畫系列。漫畫原本在《明報》副刊連載多年，後由博益出版集團有限公司結集成書出版。牛仔全套41冊，講述了漫畫中「牛仔」和「契爺」兩父子之間的生活片段和趣事，描述了當時香港小康之家的面貌，也表現出牛仔的天真爛漫以及和爸爸的親情。牛仔與契爺的原型來自作者王司馬與他的三名兒子。

## 歷史
《牛仔》系列漫畫的前身為連載於《明報》的四格漫畫《契爺與大小姐》，1966年或1968年輯錄成單行本出版，當中的早期「契爺」形象是一名佻皮老闆，但性格上常呈現於修心養性的顧家男人，與「大小姐」一角的配合花火不多，情節漸由早期的兩角鬥法轉為溫情，至1970年代初兒童角色「牛仔」登場，「大小姐」漸淡出；1971年出版了《契爺漫畫》（英文名為father and son cartoon），內容以「契爺」與新角色「牛仔」的父子情為主，亦有一些「契爺」的獨角戲單元，是「契爺」一角轉型為好父親形象的過渡階段；1972年又出版了單行本《契爺·牛仔·大小姐》，「牛仔」之名出現於標題該，角色逐漸成熟，成為主角；1980年代出版了多本《牛仔》系列的單行本。
另外，「契爺」的角色亦曾多次在王澤的漫畫《老夫子》中客串出現。
2010年起由香港天地圖書屬下公司天馬文化出版新的一系列牛仔漫畫，全系列共41本，2015年7月將出版至第30本。
此外，《牛仔》漫畫中尙有牛仔媽媽（不是經常出現）這個角色。

## 《牛仔》全套
| 冊數     | 標題         |
| -------- | ------------ |
| 1        | 解除「武裝」 |
| 2        | 想要顆星星   |
| 3        | 讓你嘗嘗     |
| 4        | 爸爸萬能     |
| 5        | 熱吻         |
| 6        | 散哂         |
| 7        | 得意忘形     |
| 8        | 十分開心     |
| 9        | 雨天         |
| 10       | 花洒         |
| 11       | 笑口常開     |
| 12       | 加多幾筆     |
| 13       | 新款韆鞦     |
| 14       | 大冒險家     |
| 15       | 大事不好     |
| 16       | 特技鏡頭     |
| 17       | 老娘火了     |
| 18       | 取之不盡     |
| 19       | 恭喜發財     |
| 20       | 春天的訊息   |
| 21       | 五星上將     |
| 22       | 寫生         |
| 23       | 背英文       |
| 24       | 在沙灘上     |
| 25       | 童心未泯     |
| 26       | 新奇玩意     |
| 27       | 豈有此理     |
| 28       | 天公造美     |
| 29       | 兼職         |
| 30       | 笑口常開     |
| 31       | 利是𢭃來     |
| 32       | 奇景         |
| 33       | 好戲在後頭   |
| 34       | 榜樣         |
| 35       | 入廠小修     |
| 36       | 靶子         |
| 37       | 難以下手     |
| 38       | 做牛做馬     |
| 39       | 像你不像     |
| 40       | 早操         |
| 41       | 牛仔再見     |
| 王司馬   | 牛仔10周年   |
| 契爺與牛 | 廉潔篇       |

## 其他媒體
- 《牛仔返嚟喇！》 ：2025年香港動畫短片，由金成及何歷聯合執導。

## 外部連結
- 艾文倉 - 牛仔
- 漫畫篇：父子情深 牛仔 (ZOOMIMAGING)
- 王司馬。牛仔全集 （页面存档备份，存于）